# Sumony megállóhely
Sumony megállóhely a Baranya vármegyei Sumony község vasúti megállóhelye, melyet a MÁV üzemeltet.
A Szentlőrinc–Sellye-vasútvonal 118-as szelvényénél lévő megálló közvetlenül az 5806-os út mellett helyezkedik el, Kovácstelep településrész házai között, a település központjától mintegy 900 méterre délre, a sumonyi tórendszertől és a Sumonyi Madárvonulás-kutató Állomástól pedig nagyjából egy kilométerre keletre.
Harmadosztályú felvételi épülete a 19. század végi, helyiérdekű vasutakra előírt típustervek szerint épült, jelenleg is nagyjából az eredeti képét mutatja, bár jó ideje nincs szolgálat a megállóhelyen, és ez egyre inkább meglátszik az állapotán. Az épület közelében egy szép régi öntöttvas közkút idézi a több mint száz évvel ezelőtti hangulatot.

## Vasútvonalak
A megállóhelyet az alábbi vasútvonalak érintik:
- Szentlőrinc–Sellye-vasútvonal

## Kapcsolódó állomások
A megállóhelyhez az alábbi állomások vannak a legközelebb:
- Okorág-Kárászpuszta megállóhely (Szentlőrinc–Sellye-vasútvonal)
- Gyöngyfa-Magyarmecske megállóhely (Szentlőrinc–Sellye-vasútvonal)

## Forgalom
| Járat        | Útvonal | Gyakoriság |
| ------------ | --- | ---------- |
| személyvonat | Sellye – Kákics – Okorág-Kárászpuszta – Sumony – Gyöngyfa-Magyarmecske – Királyegyháza-Rigópuszta – Szentlőrinc | 2 óránként |